# Ducati Panigale V2
La Ducati Panigale V2 es una motocicleta deportiva con motor bicilíndrico en V de 955 cc (58,3 pulgadas cúbicas) fabricada por Ducati como sucesora de la Ducati 959. 
La motocicleta lleva el nombre de la pequeña ciudad industrial de Borgo Panigale. Se anunció en 2019 y se empezó a producir a partir de 2020. El chasis es un monocasco muy similar a su predecesora con motor de miembros estresados; el diámetro y la carrera del motor permanecen iguales; algo de reingeniería dio como resultado un aumento de 5 caballos de fuerza (3,7 kW) y el cumplimiento de emisiones Euro 5.

## Competición
En 2021, el Campeonato Mundial de Supersport anunció un cambio de reglas en su apartado técnico que permitiría el ingreso de motos de mayor cilindrada y desplazamiento a partir de 2022. Para las motocicletas de dos cilindros, el cubicaje permitido cambió de los 750cc hasta los 1000cc, permitiéndole a Ducati homologar su Panigale V2 para competir en el mundial. El 2 de diciembre de 2021 se oficializó el regreso de Ducati al campeonato 16 años después de haber disputado su última temporada en el mundial de superport en 2007 con la Ducati 749R.
En su regreso al Campeonato Mundial de Supersport, Ducati alineará siete motos repartidas en seis equipos: Nicolò Bulega correrá para el Aruba.it Racing WorldSSP Team, el equipo de la marca en la categoría, Federico Caricasulo correrá para el Althea Racing, Raffaele De Rosa para el Ducati Orelac Racing Verdnatura, Oliver Bayliss para el Barni Spark Racing Team, Maximilian Kofler para el CM Racing y los hermanos Filippo y Federico Fuligni para el D34G Racing.

### Resultados en el Campeonato Mundial de Supersport
(Carreras en negrita indica pole position, carreras en cursiva indica vuelta rápida)
| Año  | Equipo                            | No | Piloto                   | 1       | 1       | 2       | 2       | 3       | 3       | 4       | 4       | 5       | 5       | 6       | 6       | 7       | 7       | 8       | 8       | 9       | 9       | 10      | 10      | 11      | 11      | 12      | 12      | C.P. | Pts       | C.E. | Pts | C.C. | Pts |
| Año  | Equipo                            | No | Piloto                   | R1      | R2      | R1      | R2      | R1      | R2      | R1      | R2      | R1      | R2      | R1      | R2      | R1      | R2      | R1      | R2      | R1      | R2      | R1      | R2      | R1      | R2      | R1      | R2      | C.P. | Pts       | C.E. | Pts | C.C. | Pts |
| ---- | --------------------------------- | -- | ------------------------ | ------- | ------- | ------- | ------- | ------- | ------- | ------- | ------- | ------- | ------- | ------- | ------- | ------- | ------- | ------- | ------- | ------- | ------- | ------- | ------- | ------- | ------- | ------- | ------- | ---- | --------- | ---- | --- | ---- | --- |
| 2022 | Aruba.it Racing WorldSSP Team     | 11 | Nicolò Bulega            | SPA 5   | SPA 3   | NED 3   | NED 4   | POR 3   | POR Ret | ITA 3   | ITA 3   | GBR Ret | GBR 3   | CZE 9   | CZE 2   | FRA 11  | FRA 3   | SPA Ret | SPA 14  | POR 15  | POR 10  | ARG 11  | ARG 8   | INA 6   | INA 7   | AUS 2   | AUS 4   | 4.º  | 242       | 6.º  | 242 | 2.º  | 368 |
| 2022 | Althea Racing                     | 94 | Federico Caricasulo      | SPA 8   | SPA 12  | NED 5   | NED 25  | POR 5   | POR Ret | ITA Ret | ITA 6   | GBR Ret | GBR 4   | CZE Ret | CZE 6   | FRA Ret | FRA 9   | SPA 4   | SPA 6   | POR 3   | POR 4   | ARG 3   | ARG 2   | INA 2   | INA 5   | AUS 7   | AUS 2   | 5.º  | 222       | 8.º  | 222 | 2.º  | 368 |
| 2022 | Orelac Racing Verdnatura WorldSSP | 3  | Raffaele De Rosa         | SPA 16  | SPA 9   | NED 9   | NED 15  | POR 22  | POR Ret | ITA 22  | ITA 10  | GBR 3   | GBR 6   | CZE Ret | CZE 20  | FRA 12  | FRA 14  | SPA 12  | SPA Ret | POR 6   | POR 2   | ARG 2   | ARG Ret | INA 9   | INA 4   | AUS 6   | AUS 6   | 9.º  | 147       | 9.º  | 147 | 2.º  | 368 |
| 2022 | Barni Spark Racing Team           | 32 | Oliver Bayliss           | SPA 21  | SPA 19  | NED 14  | NED 11  | POR 12  | POR 6   | ITA 23  | ITA Ret | GBR 11  | GBR 13  | CZE 13  | CZE Ret | FRA 9   | FRA 8   | SPA 15  | SPA Ret | POR 20  | POR 16  | ARG 15  | ARG Ret | INA 14  | INA 14  | AUS 12  | AUS 8   | 16.º | 65        | 13.º | 65  | 2.º  | 368 |
| 2022 | CM Racing                         | 9  | Simon Jespersen          | SPA     | SPA     | NED     | NED     | POR     | POR     | ITA     | ITA     | GBR 9   | GBR 10  | CZE     | CZE     | FRA     | FRA     | SPA     | SPA     | POR     | POR     | ARG     | ARG     | INA     | INA     | AUS     | AUS     | 18.º | 13 (40)   | 18.º | 16  | 2.º  | 368 |
| 2022 | CM Racing                         | 73 | Maximilian Kofler        | SPA 22  | SPA Ret | NED 20  | NED 19  | POR Ret | POR 16  | ITA 16  | ITA 17  | GBR 19  | GBR Ret | CZE 17  | CZE Ret | FRA 24  | FRA 18  | SPA 29  | SPA 25  | POR 23  | POR 14  | ARG     | ARG     | INA     | INA     | AUS     | AUS     | 34.º | 2         | 18.º | 16  | 2.º  | 368 |
| 2022 | CM Racing                         | 91 | Luca Bernardi            | SPA     | SPA     | NED     | NED     | POR     | POR     | ITA     | ITA     | GBR     | GBR     | CZE     | CZE     | FRA     | FRA     | SPA     | SPA     | POR     | POR     | ARG Ret | ARG Ret | INA Ret | INA 17  | AUS 15  | AUS 16  | 35.º | 1         | 18.º | 16  | 2.º  | 368 |
| 2022 | D34G Racing                       | 12 | Filippo Fuligni          | SPA 23  | SPA 21  | NED 19  | NED 21  | POR 19  | POR Ret | ITA     | ITA     | GBR     | GBR     | CZE     | CZE     | FRA     | FRA     | SPA     | SPA     | POR     | POR     | ARG     | ARG     | INA     | INA     | AUS     | AUS     | 43.º | 0         | 16.º | 23  | 2.º  | 368 |
| 2022 | D34G Racing                       | 22 | Federico Fuligni         | SPA DNS | SPA DNS | NED 23  | NED 22  | POR 20  | POR Ret | ITA 18  | ITA 23  | GBR 22  | GBR 21  | CZE 23  | CZE 18  | FRA 23  | FRA 26  | SPA 25  | SPA 21  | POR 19  | POR 17  | ARG     | ARG     | INA     | INA     | AUS     | AUS     | 39.º | 0         | 16.º | 23  | 2.º  | 368 |
| 2022 | D34G Racing                       | 23 | Isaac Viñales            | SPA     | SPA     | NED     | NED     | POR     | POR     | ITA     | ITA     | GBR 20  | GBR 14  | CZE 10  | CZE Ret | FRA 18  | FRA 15  | SPA 21  | SPA 23  | POR 10  | POR 9   | ARG     | ARG     | INA     | INA     | AUS     | AUS     | 25.º | 22        | 16.º | 23  | 2.º  | 368 |
| 2022 | D34G Racing                       | 29 | Nicholas Spinelli        | SPA     | SPA     | NED     | NED     | POR     | POR     | ITA 15  | ITA 21  | GBR     | GBR     | CZE     | CZE     | FRA     | FRA     | SPA     | SPA     | POR     | POR     | ARG     | ARG     | INA     | INA     | AUS     | AUS     | 36.º | 1         | 16.º | 23  | 2.º  | 368 |
| 2022 | Renzi Corse                       | 90 | Matteo Patacca           | SPA     | SPA     | NED     | NED     | POR     | POR     | ITA Ret | ITA 20  | GBR     | GBR     | CZE     | CZE     | FRA     | FRA     | SPA     | SPA     | POR     | POR     | ARG     | ARG     | INA     | INA     | AUS     | AUS     | 46.º | 0         | NC   | 0   | 2.º  | 368 |
| 2022 | Válvulas Arco JG76 Team           | 76 | Julián Giral             | SPA     | SPA     | NED     | NED     | POR     | POR     | ITA     | ITA     | GBR     | GBR     | CZE     | CZE     | FRA     | FRA     | SPA 22  | SPA 19  | POR     | POR     | ARG     | ARG     | INA     | INA     | AUS     | AUS     | 44.º | 0         | NC   | 0   | 2.º  | 368 |
| 2023 | Aruba.it Racing WorldSSP Team     | 11 | Nicolò Bulega            | AUS 1   | AUS 1   | INA 5   | INA 3   | NED 1   | NED 1   | SPA 1   | SPA Ret | ITA 1   | ITA 2   | GBR 1   | GBR 1   | ITA 3   | ITA 2   | CZE 1   | CZE 16  | FRA 1   | FRA 1   | SPA 1   | SPA 1   | POR 1   | POR 2   | SPA 1   | SPA 1   | 1.º  | 503       | 2.º  | 503 | 1.º  | 540 |
| 2023 | Althea Racing                     | 94 | Federico Caricasulo      | AUS 10  | AUS Ret | INA 2   | INA 1   | NED 6   | NED 3   | SPA 5   | SPA 6   | ITA 3   | ITA 4   | GBR 4   | GBR 3   | ITA Ret | ITA Ret | CZE 10  | CZE 11  | FRA 8   | FRA 10  | SPA 4   | SPA 3   | POR 6   | POR 5   | SPA 3   | SPA 5   | 4.º  | 258       | 4.º  | 258 | 1.º  | 540 |
| 2023 | Barni Spark Racing Team           | 55 | Yari Montella            | AUS Ret | AUS DNS | INA     | INA     | NED 8   | NED Ret | SPA 11  | SPA 16  | ITA 5   | ITA Ret | GBR 3   | GBR 2   | ITA 5   | ITA 3   | CZE Ret | CZE Ret | FRA 6   | FRA 8   | SPA 3   | SPA 8   | POR Ret | POR 3   | SPA Ret | SPA DNS | 9.º  | 145       | 8.º  | 145 | 1.º  | 540 |
| 2023 | Orelac Racing Verdnatura WorldSSP | 3  | Raffaele De Rosa         | AUS 17  | AUS 7   | INA Ret | INA 7   | NED 9   | NED 9   | SPA 15  | SPA 10  | ITA Ret | ITA 26  | GBR 7   | GBR 9   | ITA 6   | ITA 5   | CZE 4   | CZE 10  | FRA 16  | FRA Ret | SPA 5   | SPA 9   | POR 8   | POR 8   | SPA 7   | SPA Ret | 10.º | 138       | 7.º  | 148 | 1.º  | 540 |
| 2023 | Orelac Racing Verdnatura WorldSSP | 22 | Federico Fuligni         | AUS     | AUS     | INA     | INA     | NED 17  | NED Ret | SPA 23  | SPA 18  | ITA 15  | ITA 16  | GBR 19  | GBR 21  | ITA Ret | ITA Ret | CZE 23  | CZE 7   | FRA 25  | FRA Ret | SPA 20  | SPA 19  | POR 21  | POR DNS | SPA     | SPA     | 29.º | 10        | 7.º  | 148 | 1.º  | 540 |
| 2023 | D34G Racing                       | 17 | John McPhee              | AUS     | AUS     | INA     | INA     | NED     | NED     | SPA     | SPA     | ITA     | ITA     | GBR     | GBR     | ITA     | ITA     | CZE     | CZE     | FRA     | FRA     | SPA Ret | SPA 13  | POR 13  | POR 14  | SPA     | SPA     | 16.º | 8 (55)    | 18.º | 42  | 1.º  | 540 |
| 2023 | D34G Racing                       | 32 | Oliver Bayliss           | AUS 16  | AUS 10  | INA 8   | INA 12  | NED Ret | NED DNS | SPA 17  | SPA Ret | ITA 13  | ITA 11  | GBR DNS | GBR DNS | ITA WD  | ITA WD  | CZE     | CZE     | FRA     | FRA     | SPA     | SPA     | POR     | POR     | SPA 18  | SPA 18  | 21.º | 26        | 18.º | 42  | 1.º  | 540 |
| 2023 | D34G Racing                       | 37 | José Luis Pérez Gonzalez | AUS     | AUS     | INA     | INA     | NED     | NED     | SPA     | SPA     | ITA     | ITA     | GBR     | GBR     | ITA     | ITA     | CZE     | CZE     | FRA     | FRA     | SPA     | SPA     | POR     | POR     | SPA 22  | SPA 15  | 42.º | 1         | 18.º | 42  | 1.º  | 540 |
| 2023 | D34G Racing                       | 47 | Andreas Kofler           | AUS     | AUS     | INA     | INA     | NED     | NED     | SPA     | SPA     | ITA     | ITA     | GBR     | GBR     | ITA     | ITA     | CZE 15  | CZE 14  | FRA 20  | FRA 17  | SPA     | SPA     | POR     | POR     | SPA     | SPA     | 40.º | 3         | 18.º | 42  | 1.º  | 540 |
| 2023 | D34G Racing                       | 73 | Maximilian Kofler        | AUS     | AUS     | INA     | INA     | NED 18  | NED 19  | SPA NC  | SPA 24  | ITA 18  | ITA Ret | GBR 23  | GBR 22  | ITA 17  | ITA 12  | CZE 18  | CZE 20  | FRA 26  | FRA Ret | SPA 21  | SPA 20  | POR 19  | POR 22  | SPA     | SPA     | 36.º | 4         | 18.º | 42  | 1.º  | 540 |
| 2023 | Ducati Zaragoza                   | 76 | Julian Giral             | AUS     | AUS     | INA     | INA     | NED     | NED     | SPA     | SPA     | ITA     | ITA     | GBR     | GBR     | ITA     | ITA     | CZE     | CZE     | FRA     | FRA     | SPA DNQ | SPA DNQ | POR     | POR     | SPA     | SPA     | NC   | 0         | NC   | 0   | 1.º  | 540 |
| 2024 | Aruba.it Racing WorldSSP Team     | 9  | Adrian Huertas           | AUS Ret | AUS 3   | SPA 1   | SPA 32  | NED 1   | NED 2   | ITA 1   | ITA 1   | GBR 1   | GBR 1   | CZE 1   | CZE 1   | POR 2   | POR 12  | FRA 4   | FRA 3   | ITA 1   | ITA 2   | SPA 1   | SPA 5   | EST 2   | EST 2   | SPA 3   | SPA 4   | 1.º  | 439       | 2.º  | 439 | 1.º  | 556 |
| 2024 | Barni Spark Racing Team           | 55 | Yari Montella            | AUS 1   | AUS 1   | SPA 4   | SPA 4   | NED Ret | NED 7   | ITA 2   | ITA 2   | GBR 3   | GBR 2   | CZE 4   | CZE 3   | POR 1   | POR 1   | FRA 6   | FRA 1   | ITA 3   | ITA Ret | SPA 4   | SPA 1   | EST 1   | EST Ret | SPA 2   | SPA 8   | 3.º  | 382       | 3.º  | 382 | 1.º  | 556 |
| 2024 | Ecosantagata Althea Racing Team   | 5  | Niccolò Antonelli        | AUS Ret | AUS 17  | SPA 9   | SPA 18  | NED 15  | NED 4   | ITA 23  | ITA 9   | GBR 19  | GBR 16  | CZE 27  | CZE 18  | POR Ret | POR 13  | FRA 30  | FRA 21  | ITA Ret | ITA DNS | SPA 13  | SPA Ret | EST 16  | EST 14  | SPA 9   | SPA 13  | 17.º | 46        | 15.º | 56  | 1.º  | 556 |
| 2024 | Ecosantagata Althea Racing Team   | 43 | Simon Jespersen          | AUS     | AUS     | SPA     | SPA     | NED     | NED     | ITA     | ITA     | GBR     | GBR     | CZE     | CZE     | POR     | POR     | FRA     | FRA     | ITA     | ITA     | SPA     | SPA     | EST     | EST     | SPA 18  | SPA 20  | 49.º | 0         | 15.º | 56  | 1.º  | 556 |
| 2024 | Ecosantagata Althea Racing Team   | 74 | Piotr Biesiekirski       | AUS DNS | AUS DNS | SPA 17  | SPA Ret | NED 21  | NED 12  | ITA 18  | ITA 15  | GBR 18  | GBR 17  | CZE Ret | CZE Ret | POR 16  | POR 16  | FRA 29  | FRA 15  | ITA 17  | ITA 18  | SPA 15  | SPA 18  | EST 13  | EST DNS | SPA     | SPA     | 26.º | 10        | 15.º | 56  | 1.º  | 556 |
| 2024 | Orelac Racing Verdnatura WorldSSP | 7  | Lorenzo Baldassarri      | AUS Ret | AUS 9   | SPA 26  | SPA 16  | NED Ret | NED DSQ | ITA     | ITA     | GBR     | GBR     | CZE     | CZE     | POR     | POR     | FRA     | FRA     | ITA     | ITA     | SPA     | SPA     | EST     | EST     | SPA     | SPA     | 21.º | 7 (28)    | 7.º  | 157 | 1.º  | 556 |
| 2024 | Orelac Racing Verdnatura WorldSSP | 9  | Jorge Navarro            | AUS     | AUS     | SPA     | SPA     | NED     | NED     | ITA 5   | ITA 5   | GBR 4   | GBR 3   | CZE 18  | CZE 5   | POR 4   | POR 25  | FRA 8   | FRA 5   | ITA Ret | ITA 7   | SPA 5   | SPA 3   | EST 22  | EST 9   | SPA Ret | SPA 6   | 6.º  | 147 (192) | 7.º  | 157 | 1.º  | 556 |
| 2024 | Orelac Racing Verdnatura WorldSSP | 22 | Federico Fuligni         | AUS     | AUS     | SPA Ret | SPA 24  | NED DNS | NED DNS | ITA 13  | ITA 18  | GBR 24  | GBR DNS | CZE 24  | CZE 22  | POR 20  | POR 21  | FRA 21  | FRA 23  | ITA 18  | ITA 19  | SPA 23  | SPA 23  | EST WD  | EST WD  | SPA     | SPA     | 35.º | 3         | 7.º  | 157 | 1.º  | 556 |
| 2024 | Orelac Racing Verdnatura WorldSSP | 91 | Filippo Fuligni          | AUS     | AUS     | SPA     | SPA     | NED     | NED     | ITA     | ITA     | GBR     | GBR     | CZE     | CZE     | POR     | POR     | FRA     | FRA     | ITA     | ITA     | SPA     | SPA     | EST     | EST     | SPA Ret | SPA 24  | 57.º | 0         | 7.º  | 157 | 1.º  | 556 |
| 2024 | D34G Racing WorldSSP Team         | 32 | Oliver Bayliss           | AUS 5   | AUS 10  | SPA 21  | SPA 11  | NED 20  | NED Ret | ITA 8   | ITA 13  | GBR 8   | GBR 9   | CZE 12  | CZE 15  | POR Ret | POR 15  | FRA 11  | FRA 11  | ITA Ret | ITA 14  | SPA 12  | SPA 14  | EST 12  | EST Ret | SPA Ret | SPA 16  | 14.º | 76        | 12.º | 116 | 1.º  | 556 |
| 2024 | D34G Racing WorldSSP Team         | 71 | Tom Edwards              | AUS     | AUS     | SPA Ret | SPA 12  | NED 5   | NED 25  | ITA 12  | ITA Ret | GBR 11  | GBR 24  | CZE Ret | CZE Ret | POR Ret | POR 17  | FRA 7   | FRA 14  | ITA 11  | ITA 16  | SPA Ret | SPA 20  | EST Ret | EST 18  | SPA 19  | SPA Ret | 19.º | 40        | 12.º | 116 | 1.º  | 556 |
| 2024 | EAB Racing Team                   | 33 | Mauro González           | AUS     | AUS     | SPA     | SPA     | NED     | NED     | ITA     | ITA     | GBR     | GBR     | CZE     | CZE     | POR     | POR     | FRA     | FRA     | ITA     | ITA     | SPA     | SPA     | EST     | EST     | SPA Ret | SPA DNS | 61.º | 0         | 11.º | 118 | 1.º  | 556 |
| 2024 | EAB Racing Team                   | 66 | Niki Tuuli               | AUS 17  | AUS 14  | SPA 16  | SPA NC  | NED Ret | NED 3   | ITA 9   | ITA 8   | GBR 9   | GBR 6   | CZE 10  | CZE 8   | POR 10  | POR Ret | FRA 1   | FRA 8   | ITA 9   | ITA 10  | SPA 14  | SPA 16  | EST Ret | EST DNS | SPA     | SPA     | 11.º | 118       | 11.º | 118 | 1.º  | 556 |
| 2024 | Renzi Corse                       | 40 | Simone Corsi             | AUS     | AUS     | SPA 20  | SPA 19  | NED 14  | NED 13  | ITA Ret | ITA 11  | GBR 13  | GBR 13  | CZE Ret | CZE 11  | POR 13  | POR 11  | FRA 24  | FRA 18  | ITA Ret | ITA 12  | SPA 16  | SPA 13  | EST 7   | EST 11  | SPA 12  | SPA 10  | 15.º | 60        | 14.º | 60  | 1.º  | 556 |
| 2024 | Rokit Haslam Racing               | 15 | Eugene McManus           | AUS     | AUS     | SPA 29  | SPA 28  | NED     | NED     | ITA     | ITA     | GBR 23  | GBR 19  | CZE     | CZE     | POR     | POR     | FRA     | FRA     | ITA     | ITA     | SPA     | SPA     | EST     | EST     | SPA     | SPA     | 47.º | 0         | 31.º | 0   | 1.º  | 556 |
| 2024 | Team WST Wixx Racing Ducati       | 96 | Wiljan Van Wikselaar     | AUS     | AUS     | SPA     | SPA     | NED DNS | NED DNS | ITA     | ITA     | GBR     | GBR     | CZE     | CZE     | POR     | POR     | FRA     | FRA     | ITA     | ITA     | SPA     | SPA     | EST     | EST     | SPA     | SPA     | 62.º | 0         | 35.º | 0   | 1.º  | 556 |
| 2024 | ZPM Motorsport Racing             | 31 | Alessandro Sciarretta    | AUS     | AUS     | SPA     | SPA     | NED     | NED     | ITA 17  | ITA 17  | GBR     | GBR     | CZE     | CZE     | POR     | POR     | FRA     | FRA     | ITA     | ITA     | SPA     | SPA     | EST     | EST     | SPA     | SPA     | 43.º | 0         | 28.º | 0   | 1.º  | 556 |

- * Temporada en curso.